# Sanogasta approximata
Sanogasta approximata là một loài nhện trong họ Anyphaenidae.
Loài này thuộc chi Sanogasta. Sanogasta approximata được Albert Tullgren miêu tả năm 1901.